# Entente démocratique
Pour les articles homonymes, voir ED.
 (août 2025).
Si vous disposez d'ouvrages ou d'articles de référence ou si vous connaissez des sites web de qualité traitant du thème abordé ici, merci de compléter l'article en donnant les références utiles à sa vérifiabilité et en les liant à la section « Notes et références ».
Entente démocratique est un groupe parlementaire constitué en juillet 1959 autour du Parti radical, de divers formations et députés de centre gauche dans la première législature de la Ve République (1958-1962) à l'Assemblée nationale française. 
Ces députés siégeaient auparavant au sein de la Formation administrative des non-inscrits (FANI). 
En 1962, l'Entente démocratique devient le groupe du Rassemblement démocratique.

## Composition
| Nom                        | Parti | Parti | Circonscription      |
| -------------------------- | ----- | ----- | -------------------- |
| René Billères              |       | Rad.  | Hautes-Pyrénées      |
| Georges Bonnet             |       | Rad.  | Dordogne             |
| Pierre Bourdellès          |       | Rad.  | Côtes-du-Nord        |
| Patrice Brocas             |       | Rad.  | Gers                 |
| René Caillaud              |       | Rad.  | Indre                |
| Noël Chapuis               |       | Mod.  | Isère                |
| Augustin Chauvet           |       | UDSR  | Cantal               |
| Jean-Paul David            |       | PLE   | Seine-et-Oise        |
| Marcelle Delabie           |       | Rad.  | Somme                |
| Charles Delesalle          |       | Mod.  | Pas-de-Calais        |
| Jacques Douzans            |       | Mod.  | Haute-Garonne        |
| Hippolyte Ducos            |       | Rad.  | Haute-Garonne        |
| Guy Ébrard                 |       | Rad.  | Pyrénées-Atlantiques |
| Maurice Faure              |       | Rad.  | Lot                  |
| Félix Gaillard             |       | Rad.  | Charente             |
| André Gauthier             |       | Rad.  | Isère                |
| Charles Guthmüller         |       | PLE   | Vosges               |
| Robert Hersant             |       | Rad.  | Oise                 |
| Claude Heuillard           |       | CR    | Seine-Maritime       |
| Georges Juskiewenski       |       | DVG   | Lot                  |
| Édouard Lebas              |       | CR    | Manche               |
| Henri Longuet              |       | Mod.  | Seine-et-Oise        |
| Pierre Mahias              |       | MRP   | Loir-et-Cher         |
| André Marie                |       | CR    | Seine-Maritime       |
| Jean Médecin               |       | CR    | Alpes-Maritimes      |
| Rémy Montagne              |       | Mod.  | Eure                 |
| Pierre de Montesquiou      |       | CR    | Gers                 |
| Francis Palmero            |       | CR    | Alpes-Maritimes      |
| Jacqueline Thome-Patenôtre |       | Rad.  | Seine-et-Oise        |
| Eugène Claudius-Petit      |       | UDSR  | Loire                |
| Olivier de Pierrebourg     |       | Rad.  | Creuse               |
| Paul Pillet                |       | UDSR  | Loire                |
| René Pleven                |       | UDSR  | Côtes-du-Nord        |
| Isidore Renouard           |       | Mod.  | Ille-et-Vilaine      |
| André Rossi                |       | CR    | Aisne                |
| Victor Sablé               |       | Rad.  | Martinique           |
| Robert Szigeti             |       | Rad.  | Loiret               |
| Albert Voilquin            |       | PLE   | Vosges               |